# Blackfriars (Oxford)
Blackfriars, Oxford. El nombre de Blackfriars se usa comúnmente para nombrar una casa de los frailes dominicos en Inglaterra. El Blackfriars en Oxford alberga a tres diferentes instituciones: el Monasterio del Espíritu Santo, la casas religiosa de los frailes; El estudio Blackfriars, el centro de estudios de la orden inglesa de frailes dominicos (aunque cuenta también con gente de otras órdenes, y laicos); y el Blackfriars Hall, una de las instituciones educacionales de la Universidad de Oxford. El Blackfriars no es un college sino una Sala Privada Permanente, es decir es propiedad y está gobernada por una institución que no tiene nada que ver con la Universidad, y no por unos profesores y miembros directivos como está organizado un college. Localizado en St Giles, el Blackfriars Hall es una institución para el estudio de la religión cristiana católica, y admite a hombres y mujeres de cualquier confesión.

## Historia
A pesar de que muchas de las fechas y figuras de la época medieval de Oxford son imprecisas, la historia del Blackfriars está inusualmente bien documentada, en gran parte como resultado de las relaciones internacionales de hermanamiento, que permitieron documentar sus fortunas, incluso durante el colapso del hall.
Los Dominicos llegaron a Oxford el 15 de agosto de 1221, bajo instrucción de Santo Domingo, poco después de la muerte del fraile. Debido a eso, el hall pretende ser el heredero de las más antiguas tradiciones de enseñanza en Oxford, una tradición que precede tanto a los aularios que caracterizarían el siglo siguiente en Oxford y los colleges que caracterizarían el resto de la historia de la Universidad.
Como todos los monasterios en Oxford, el Blackfriar entró rápidamente en conflicto aon las autoridades de la Universidad, cuando los frailes exigieron todos los derechos y privilegios de un miembro de la Universidad pero también exigieron inmunidad en lo referido a la disciplina y regulación de la misma. Las relaciones con la gente de la ciudad también fueron constantemente difíciles, pero las razones que lo explican son complicadas de explicar con desapasionamiento, ya que ahora toda la gente tiene vínculos con uno u otro bando.
Con la reforma, todos los monasterios, incluido el Blackfriars, fueron disueltos. Los Dominicos no volvieron a pisar Oxford durante 400 años, hasta 1921 cuando el Blackfriars fue refundado como casa religiosa, a 600 de la sede original.
El Estudio Dominico en Blackfriars tuvo gran relación con la Universidad, culminando ésta con el establecimiento del Blackfriars como Sala Privada Permanente en 1994.

## Antiguos alumnos famosos
- Dr James Alison, Teólogo británico.
- Delia Gallagher, corresponsal de la CNN para los valores y la fe.
- Brian Davies, filósofo.
- Herbert McCabe, teólogo y filósofo.
- Anthony Fisher, Obispo auxiliar de la Archidiócesis de Sídney y Obispo titular de Buruni.
- Timothy Radcliffe, antiguo maestro de los Dominicos.

## Profesores y académicos
- Herbert McCabe
- Fergus Kerr
- Denis Minns
- Timothy Radcliffe
- John Saward